# Warlords III: Reign of Heroes
Warlords III: Reign of Heroes — фэнтезийная пошаговая стратегическая компьютерная игра с ролевыми элементами, третья часть серии игр Warlords. Была разработана компанией Strategic Studies Group и выпущена Red Orb Entertainment, подразделением компании Brøderbund в 1997 году.
Важным нововведением по сравнению с предыдущей частью стала графика: была создана анимация персонажей и построек, объекты на карте стали более детализированными и появилась возможность создавать темы оформления пользовательского интерфейса. В игре появилась полноценная сюжетная кампания и главный герой получил возможность переходить из одной главы в другую со всем накопленным опытом и предметами. Компакт-диск с игрой включает музыкальное сопровождение в формате CD-DA.
Действие кампании происходит с фэнтезийном мире Этерии. Сюжет повествует о противостоянии сирийских рыцарей и темных лордов Бейна и Сатека. Сирийцам нужно освободить земли людей и эльфов и остановить вторжение темных сил.
Warlords III получила хорошие отзывы игровой прессы. Критики хвалили игру за геймплей и реиграбельность. Некоторые игровые журналисты критиковали отсутствие тактической битвы и редактора уровней.

## Игровой процесс
Стандартная игра длится до тех пор, пока все города не захвачены, либо пока противники не сдались. В Walords III стала возможна победа при достижении определенных условий, таких как накопление определённой суммы золота. В игре присутствуют только два ресурса — золото и мана, основными источниками которых являются города.

### Карта
Игровые карты могут быть разных размеров. На картах присутствуют различные типы местности, которые влияют на количество ходов различных боевых единиц (юнитов). Летающие боевые единицы тратят на преодоление любых типов местности 2 очка передвижения. На дорогах и мостах все типы юнитов затрачивают по одному очку перемещения.

### Строения
В игре существует три основных типа строений — города, сайты и руины.
Города во всех играх серии Warlords — самый главный игровой элемент. После захвата города его можно оккупировать (оставить таким, каким он и был), частично разграбить (продаётся продукция, которую игрок не может производить), понизив уровень города на 1, разграбить (продаётся вся продукция), понизив уровень города на 2, или разрушить.
Сайты — это строения, которые находятся рядом с городом и дают различные бонусы. Они могут повышать силу войск, увеличивать доход от города и делать многое другое. С помощью порта можно сесть в корабль и передвигаться по воде. Если город, к которому относился сайт, разрушить, то сайт переключится на другой город, который находится ближе всего. Сайты, как и города, можно разрушать и затем отстраивать заново.
Руины присутствуют во всех пошаговых стратегиях серии Warlords. В руинах герой может найти полезные предметы, золото, союзников или повстречать мудреца, который может дать денег, открыть часть карты или выдать место расположения скрытых руин. В большинстве случаев в руинах есть стражники, с которыми герою придется сразиться. В скрытых руинах награда обычно больше.

### Магия
Магические заклинания могут быть постоянными и требовать ману каждый ход, либо быть разовыми. Постоянные заклинания расходуют исключительно ману, приходящую каждый ход, а не из общего количества, и благодаря этому не тратят накопленную ману. Разовые же заклинания берут ману из накопленной заранее.
Мана в игре является ресурсом, который накапливается наряду с золотом. У игрока может быть определенное количество маны, которое используют все герои для своих магических умений. Основной источник маны — города. Города могут производить белую, чёрную или серую ману. В наборе армий игрока всегда указано, какую ману он использует. Если игрок использует чёрную ману, то он будет получать ману только из городов с чёрной или серой маной. Если игрок использует белую ману, то, соответственно, наоборот. Если же игрок использует серую ману, то он будет получать ману со всех городов. Ещё одним источником маны являются кристаллы. Кристалл дает одно очко маны в ход и увеличивает максимальное количество маны тоже на одну единицу. Кристаллы можно найти в руинах, либо получить в качестве вознаграждения за квест.

### Армии

Экран сражения

Основной путь получения боевых единиц — их производство в городах (продукция). Каждая боевая единица стоит определенное количество золота и производится за определённое количество ходов. Войска можно призывать, если у героя есть умение призыва, и поднимать из мёртвых, если герой владеет некромантией. Войска-союзники могут быть найдены в руинах или выданы в качестве награды за выполненный квест. За выполненный квест также можно получить наёмников, но они время от времени и сами предлагают свои услуги. Все войска, кроме наёмников и союзников, требуют жалования. Это основной принцип игр Warlords, благодаря которому держать большую армию и гарнизоны очень накладно. Находясь в городах, регулярные армии требуют 1/3 своего жалования. Если у игрока заканчиваются деньги и он не может заплатить всем войскам, то часть из них просто уходят со службы.
У всех боевых единиц есть определённые характеристики, которые указывают их принадлежность к расам (например, человек или орк). Они влияют главным образом на умения убийства у противников (убийца нежити, убийца орков и т. п.).
Способности у боевых единиц могут действовать на всю группу, и у каждой из них есть противоположная способность (такие как мораль и страх), способности могут действовать перед началом боя (такие как яд и болезнь), срабатывать время от времени в течение боя (например, кислота или молния), а также срабатывать постоянно во время боя (как топтание у слонов).

#### Наборы армий
У каждой противоборствующей стороны есть собственный набор армии, который можно выбрать из предустановленных или создать самостоятельно. У опытных игроков обычно есть несколько собственных наборов армий, которые они используют для различных стратегий. В наборе армий есть 8 слотов для регулярных войск, 3 для наёмников, 4 для союзников, 1 для корабля и 4 для героев. При создании этого набора необходимо указать количество денег, которое будет доступно в начале игры, тип маны, количество маны и лимит игрового стека. Все это стоит определённое количество установочных очков, которых при создании набора всего 2000.
Во время игры игрок может использовать боевые единицы только из своего набора.

### Герои

Герой получает уровень

Герои — это очень важные боевые единицы в игре. Хотя армии могут перемещаться по карте и без героев, в основных боевых отрядах держать героев просто необходимо. У героев, в отличие от обычных боевых единиц, может быть множество способностей, герои способны повышать свой уровень и выучивать новые умения и заклинания, а также носить при себе различные предметы. Герои могу выполнять различные задания (квесты) и получать за их выполнение очки опыта и различные награды. Задания бывают лёгкими, средними и сложными. При выполнении лёгких заданий вероятность потерять героя очень мала, но и количество опыта и награды не очень большое. За лёгкое задание можно получить большее количество опыта, чем номинальное, можно получить слабый артефакт, одного союзника, группу наёмников, немного золота или выяснить расположение скрытых руин. В заданиях средней сложности вероятность потерять героя намного выше. В качестве наград можно получить более сильные варианты наград (например, больше золота или больше союзников), а также кристаллы маны, расположение близких скрытых руин и очки способностей. Сложные задания обычно очень опасно выполнять, но и награда за них очень высокая (например, легион наемников или очень много золота). Примерами сложных заданий могут служить убийство сильного вражеского героя или удерживание города в тылу у противника.

### Сражения
Сражения в игре проходят без участия игрока. В бой армии вступают по очереди, согласно тому, как они были расположены в стеке. В окне сражения в центре показан ход битвы и все войска обеих сторон. Слева и справа показываются различные бонусы и негативные характеристики сторон. Битва заканчивается, когда одна из сторон полностью уничтожена. Перед нападением на врага можно спросить боевого советника, который скажет, каков шанс победить в сражении.

## Сюжет
Игровая кампания повествует о вторжении темных сил в Этерию. Повелитель смерти Лорд Бейн и повелитель хаоса лорд Сатек разорили земли верхних эльфов и напали на крепость сирийских рыцарей. Крепость пала, но один рыцарь выжил и поклялся отомстить темным лордам.
В первой главе «Осада Мортоса», от игрока требуется отвоевать обратно захваченную Лордом Бейном крепость. Вторая глава «Объединенная Агария» повествует об освобождении Ангарских лесов, где с темными лордами сражаются четыре рыцарских ордена. После объединения рыцарских орденов, в главе «Свободу Селентии!» игрок по просьбе императора Селентии освобождает морское побережье Залива Бурь. В пятой главе «Альфландия» император советует главному герою обратиться за помощью Лорду Оберону из эльфийской Сильвермирии, который, возможно, знает способ победить Лорда Бейна. Для этого необходимо захватить город Сильвергейт — путь в Сильвермирию. В главе «Сильвермирия» герой попадает в земли эльфов, которые оказываются оккупированными нежитью. Герой, при поддержке Лорда Гильдинеса освобождает Сильвермирию. Шестая глава «Проход через Ар» повествует о путешествии через Арские равнины, населенные варварскими племенами. В седьмой главе «Дуэнос» к главному герою пребывает посыльный гомов, с просьбой помочь освободить Дуэрносские шахты от лорда Сатека и гоблинов. Здесь находится необходимый для победы над Бейном артефакт — чешуя дракона. После победы над лордом Сатеком император посылает на помощь игроку военные корабли, и в главе «Сжечь порты» герой отправляется на север, в земли верхних эльфов, чтобы сразиться с лордом Бейном. Действие девятой главы «Ожидание смерти» разворачивается в царстве лорда Бейна, где игроку предстоит захватить врата Мотуса — крепости Лорда Бейна. В заключительный главе «Крепость Бейна» игрок вторгается в крепость темного лорда и захватив тронный зал, отправляет повелителя смерти обратно в загробный мир.

## Разработка

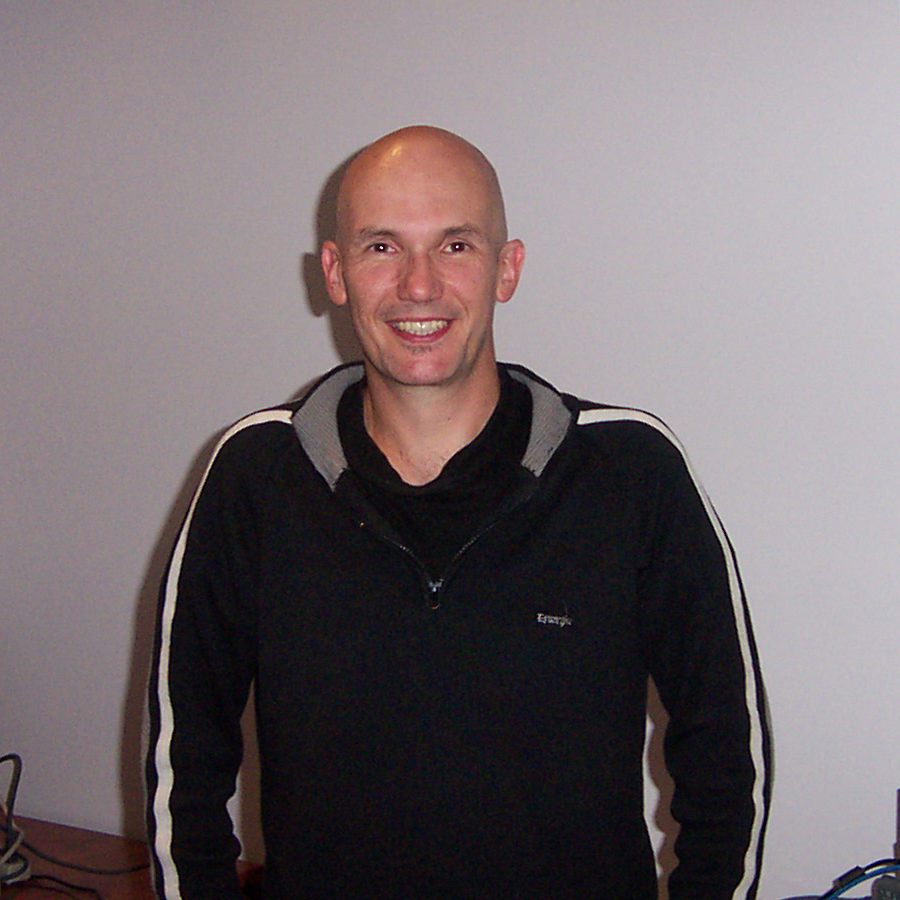
Стив Фокнер — автор идеи и главный разработчик игры

Главным дизайнером Warlords III является Стив Фокнер, который также выступил главным программистом игры, композитором и автором сюжета. Помимо Фокнера авторами дизайна являются Стив Форд, Стивен Хэнд, Роджер Китинг, Гэри Мейкин, Йен Траут и Грегор Вайли.
Игра была анонсирована 17 августа 1996 года на официальном сайте Strategic Studies Group, а в последнем номере издаваемого разработчиками журнала Run5 был опубликован небольшой обзор на разрабатываемую игру.
Как и в случае с Warlords II, в игре были воплощены в жизнь многие идеи, предложенные игроками.
Все предыдущие части игры, а также другие игры Strategic Studies Group выходили для платформы Apple Macintosh. Warlords III не должна была стать исключением и разработчики вели длительные переговоры с издателем о возможности выпуска игры для компьютеров Apple. Окончательным решением Brøderbund было не выпускать версию для Macintosh. Strategic Studies Group сообщили, что не в состоянии издать игру самостоятельно без помощи маркетинга Brøderbund, и версия для Macitosh выпущена не будет.

## Продолжения

Обновленный интерфейс в Darklords Rising

Strategic Studies Group создали несколько дополнительных сценариев для игры и выложили их на официальном сайте в качестве загружаемого контента. Всего было выпущено 5 сценариев: The Dark Tomb, Dragonlords, Kor, The Old Lands, и Towards Plague.

### Warlords III: Darklords Rising
В 1998 году было выпущено полноценное дополнение для Warlords III — Darklords Rising. Оно не требовало оригинальной игры и распространялось, как отдельный продукт. Переработке подвергся игровой баланс, был создан новый пользовательский интерфейс и появились новые режимы игры. В игре было четыре новые сюжетные кампании, действие которых происходит через 50 лет, после событий Reign of Heroes.
Важным нововведением стал редактор уровней и возможность создания пользовательских модификаций.

## Отзывы
| Сводный рейтинг       | Сводный рейтинг |
| Агрегатор             | Оценка          |
| --------------------- | --------------- |
| GameRankings          | 84 %            |
| MobyRank              | 78 %            |
| Иноязычные издания    |                 |
| Издание               | Оценка          |
| CGW                   | 5/5             |
| GameSpot              | 8,6/10          |
| PC Zone               | 90 %            |
| PC Jeux               | 75 %            |
| Русскоязычные издания |                 |
| Издание               | Оценка          |
| Game.EXE              | 85 %            |
| «Игромания»           | [ 9 ]           |
| «Страна игр»          | 9 из 10         |

Игра получила положительные отзывы критиков. На сайте Game Rankings она имеет рейтинг в 84 балла из 100 возможных.
Высокую оценку игра получила от сайта GameSpot — 8,6 баллов из 10 возможных. Критик Грег Касавин рекомендовал Warlords III всем, кто ищет умную стратегическую игру, которая может предложить бесконечные часы напряженного геймплея. Тим Картер из журнала Computer Gaming World поставил игре 5 баллов из пяти и отметил, что в игре практически нет недостатков и она понравится всем любителям стратегических игр. Пол Маллинсон из британского журнала PC Zone поставил игре 90 баллов из 100 и заявил, что Warlords III обладает всем, чего ждут от игры подобного жанра. Обозреватель французского журнала PC Jeux  поставил игре 75 %, и заключил, что игра проста в освоении, а её глубина проявляется со временем.
Олег Хажинский из российского журнала Game.EXE поставил игре 85 % и назвал её одной из самых удачных и ярких игр в рамках своего жанра, хотя и поставил под сомнение то, что Warlords III будет пользоваться популярностью среди игроков, которые уже привыкли к стратегиям в реальном времени.
Игра получила награду «лучшая пошаговая стратегия года» по версии журнала Computer Games Strategy Plus.